# Fauste Andrelin
Publius Faustus Andrelinus, né en 1450 et mort le 25 février 1518), connu dans les lettres françaises sous le nom de Fauste Andrelin, et dont le nom italien d'origine n'est pas connu (Publio Fausto Andrelini est une italianisation postérieure de son nom de plume latin), fut un poète latin moderne de la Renaissance.

## Biographie
Né à Forlì, en Romagne, Publius Faustus Andrelinus obtint dès l'âge de 22 ans la couronne poétique à Rome. Il vint à Paris en 1488, avec le cardinal de Gonzague, et y enseigna les belles-lettres jusqu'à sa mort. Il était lié d'amitié avec Érasme qui le combla d'éloges de son vivant et qui plus tard l'attaqua violemment.
Il jouissait de la protection de Charles VIII, de Louis XII et de François Ier, et célébra ces princes dans un grand nombre de poésies.

## Œuvres
- Élégies (Elegiarum lib) (Paris, 1492),
- De Neapolitanâ victoriâ (1496),
- Poésies érotiques (Livia seu Amorum lib) (Venise, 1501),
- De secundâ victoriâ Neapolitanâ, à Ludovico XII reportatâ (1502),
- De regiâ in Genuenses victoriâ (1509),
- Distiques moraux (Hecatodistichon) (Paris, 1519).